# Djupsjön (Dunkers socken, Södermanland)
Djupsjön är en sjö i Flens kommun i Södermanland och ingår i Norrströms huvudavrinningsområde.